# Marandahalli
Marandahalli (o Marandahally, Marandally) è una suddivisione dell'India, classificata come town panchayat, di 10.171 abitanti, situata nel distretto di Dharmapuri, nello stato federato del Tamil Nadu. In base al numero di abitanti la città rientra nella classe IV (da 10.000 a 19.999 persone).

## Geografia fisica
La città è situata a 12° 24' 0 N e 78° 0' 0 E e ha un'altitudine di 580 m s.l.m..

## Società

### Evoluzione demografica
Al censimento del 2001 la popolazione di Marandahalli assommava a 10.171 persone, delle quali 5.109 maschi e 5.062 femmine. I bambini di età inferiore o uguale ai sei anni assommavano a 1.239, dei quali 649 maschi e 590 femmine. Infine, coloro che erano in grado di saper almeno leggere e scrivere erano 6.192, dei quali 3.388 maschi e 2.804 femmine.